# Manoncourt-en-Vermois
Manoncourt-en-Vermois é uma comuna francesa na região administrativa de Grande Leste, no departamento de Meurthe-et-Moselle. Estende-se por uma área de 6,68 km². Em 2010 a comuna tinha 348 habitantes (densidade: 52,1 hab./km²).